# Charidschiten
Die Charidschiten (arabisch الخارجية, DMG al-Ḫāriǧīya) oder Chawāridsch (arabisch الخوارج, DMG al-Ḫawāriǧ ‚die [zum Kampf] Ausziehenden‘) waren eine religiös-politische Oppositionsbewegung des frühen Islams, die  nach der Ermordung des dritten Kalifen ʿUthmān ibn ʿAffān im Jahre 656 entstand. Sie unterstützten während der ersten Fitna zunächst den vierten Kalifen ʿAlī ibn Abī Tālib, wandten sich aber nach der Schlacht von Siffin von ihm ab, als sie sahen, dass er sich bei seiner Auseinandersetzung mit seinem Herausforderer Muʿāwiya ibn Abī Sufyān auf ein Schiedsgericht einlassen wollte. 
Ende des 7. Jahrhunderts spaltete sich das Charidschitentum in zahlreiche Untergruppen auf, so die radikalen Azraqiten, die Nadschadāt, die Sufriten und die gemäßigten Ibaditen. In der Umayyaden- und Abbasiden-Zeit war das Charidschitentum in der Dschazīra mit Mossul, in Oman und im Hadramaut sowie in verschiedenen Gebieten des Maghreb und Chorasan verbreitet. Außerdem errichteten in der zweiten Hälfte des 8. Jahrhunderts die sufritischen Charidschiten in Sidschilmasa an der Transsahara-Handelsroute in das Reich von Ghana ein eigenes Herrschaftsgebiet. Von den verschiedenen charidschitischen Untergruppen besteht allein das gemäßigte Ibaditentum mit Anhängern in Oman, Nordafrika und an der ostafrikanischen Küste bis heute fort. Die Ibaditen der Gegenwart betrachten sich selbst allerdings nicht mehr als Charidschiten, sondern als Gruppe, die in Opposition zu den radikalen Strömungen innerhalb des Charidschitentums entstanden ist.

## Name und Alternativbezeichnungen
Nach Abū l-Hasan al-Aschʿarī (gest. ca. 935) erklärt sich der Name Chawāridsch damit, dass sie gegen ʿAlī auszogen. Ibn Manzūr zufolge wurden sie deswegen so genannt, weil sie sich von den Menschen abwandten (li-ḫurūǧihim ʿan an-nās). Der Name al-Chāridschīya als Sektenbezeichnung findet sich so auch bei al-Aschʿarī.
Allerdings waren Chawāridsch und al-Chāridschīya immer nur Fremdbezeichnungen. Die Angehörigen der Bewegung selbst bezeichneten sich meist als Schurāt ‚[Selbst]verkaufende‘. Al-Aschʿarī erklärt damit, dass sie sagten: „Wir haben unsere Seelen im Gehorsam Gottes verkauft.“ Damit hätten sie gemeint, dass sie ihre Seelen für das Paradies verkauft hätten. Dies entspricht dem Prinzip des Schirā', das bei ihnen eine tragende Bedeutung hatte. Nach ihrem ersten Lager in Harūrā' nahe Kufa wurden die Charidschiten auch Harūrīya genannt. Ein weiterer Name für sie war al-Māriqa (die Abweichler). Im Gegensatz zu den anderen Bezeichnungen lehnten sie diesen Namen jedoch ab, weil sie sich nicht als „Abweichler von der Religion“ (māriqa min ad-dīn) betrachteten.
Manche arabische Autoren verwenden den Begriff „Charidschiten“ nicht nur für eine historische religiös-politische Gruppierung, sondern auch allgemein für rebellisch eingestellte Muslime. So wird nach der Definition asch-Schahrastānīs jeder, „der sich gegen einen rechtmäßigen Imam auflehnt, den die Gemeinde mit Uebereinstimmung anerkannt hat, Charidschit genannt, gleichviel ob die Auflehnung in den Tagen der Sahāba gegen die rechtgeleiteten Imame geschah oder gegen die Imame der nachfolgenden Zeit.“

## Entstehung

### Protest in Siffīn gegen das geplante Schiedsgericht
Entstehungshintergrund des Charidschitentum ist der Zerfall der muslimischen Gemeinschaft nach der Ermordung von ʿUthmān ibn ʿAffān in zwei Lager, von denen eines den Schwiegersohn des Propheten ʿAlī ibn Abī Tālib in Kufa unterstützte und das andere Muʿāwiya I., der als ehemaliger syrischer Gouverneur Uthmans und sein Verwandter die Bestrafung seiner Mörder forderte. Als es im Frühsommer 657 bei Siffīn am oberen Euphrat zu einer militärischen Konfrontation der beiden Lager kam und zu einem bestimmten Augenblick die Anhänger Alis militärisch die Oberhand gewannen, griff Muʿāwiya zu einer List. Er schickte eine Schar Syrer in das Lager ʿAlīs, die an die Spitzen ihrer Lanzen Koranexemplare befestigt hatten und mit lauter Stimme riefen, man solle einen Waffenstillstand gewähren und die Entscheidung dem Urteil des heiligen Buches überlassen. Als ʿAlī der Einsetzung eines Schiedsgerichtes zustimmte, das über das Verhalten ʿUthmāns, die Schuld an dessen Tod und damit indirekt auch die Rechtmäßigkeit seines eigenen Kalifats entscheiden sollte, stieß dies bei einem Teil seiner Anhänger auf Ablehnung. Mit Verweis auf Koranverse, die den Kampf gegen Rebellen gebieten, meinten sie, dass gerade ein solches Schiedsgericht unrechtmäßig sei, weil es nur ein menschliches Urteil fällen könne, während sie den Ausgang der Schlacht als Gottesurteil verstanden. Noch während sie in Siffīn waren, erhoben einige von ihnen in Anlehnung an koranische Formeln (vgl. z. B. Sure 12:40) den Ruf: „Die Entscheidung/Herrschaft steht allein Gott zu!“ (lā ḥukma illā li-Llāh).

### Die Muhakkima, Auszug nach Harūrā'
Diesen Leuten, die wegen ihrer Parole auch al-Muhakkima ‚die ein Urteil [Gottes] Verlangenden‘ genannt wurden, schlossen sich auf dem Rückweg nach Kufa noch einige andere an. Als ihre Anzahl auf mehrere tausend angewachsen war, zogen sie sich in einen in der Nachbarschaft von Kufa gelegenen Ort namens Harūrāʾ zurück und sagten sich von der Herrschaft ʿAlīs los. Offenbar verbanden sie mit ihrer Parole theokratische Vorstellungen, denn sie verkündeten, dass man den Treueeid (Baiʿa) allein auf Gott leisten dürfe. Sie betonten außerdem das koranische Prinzip des Gebieten des Rechten und Verbieten des Unrechten und forderten, dass ein Konsultativgremium den neuen Führer der Gemeinschaft wählen sollte. Um die Leute von Hārūrāʾ zur Aufgabe ihres Widerstandes zu bewegen, nahm Alī mit ihren Anführern Verhandlungen auf. Aus dem, was über diese Verhandlungen überliefert ist, geht hervor, dass die Leute von Hārūrā die Tötung von Uthman, von Talha und az-Zubair bei der Kamelschlacht sowie der Anhänger von Muʿāwiya als rechtmäßig ansahen und von einem Schiedsgericht erwarteten, dass ihnen die Berechtigung für ein Vorgehen gegen diese Personen abgesprochen werden sollte.

### Der Auszug nach Nahrawān und der Aufstand gegen ʿAlī

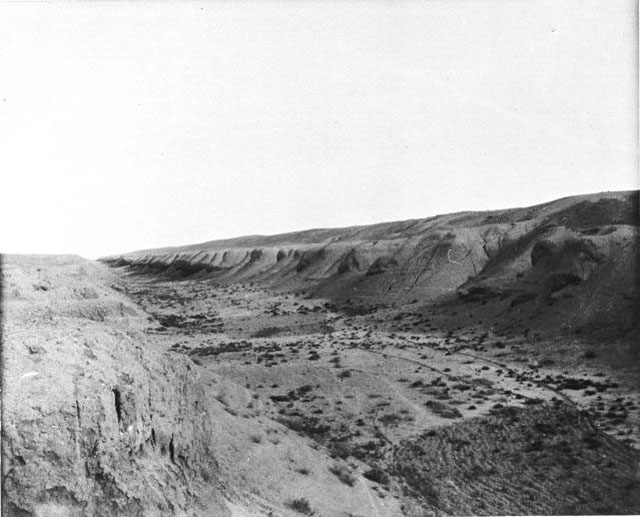
Der Nahrawan-Kanal auf einer Photographie aus dem Jahr 1909

Offenbar gelang es ʿAlī, einige Leute von Hārūrā mit seiner Herrschaft zu versöhnen und zur Rückkehr in sein Lager zu bewegen. Allerdings kam es im Frühjahr 658 zu einem zweiten Auszug der Unzufriedenen, als klar wurde, dass ʿAlī an der Abhaltung des Schiedsgerichts festhalten wollte. Dieser Auszug, an dem sich drei- oder viertausend Menschen beteiligten, führte zum Nahrawan-Kanal östlich des Tigris. Im Kampf wurden sie Schabath ibn Ribʿī angeführt. Dann leisteten sie am 21. Schawwāl 37 (= 1. April 658) ʿAbdallāh ibn Wahb ar-Rāsibī den Treueid. Von ʿAlī forderten sie das Eingeständnis, dass er mit seiner Zustimmung zum Schiedsgericht eine Sünde und einen Akt des Unglaubens begangen habe, und forderten weiter die Rücknahme seiner Entscheidung. Der Fanatismus der Angehörigen dieser Gruppierung manifestierte sich in einer Anzahl von terroristischen Aktionen. Sie erklärten bald nicht nur ʿAlī und ʿUṯmān für Ungläubige, sondern auch alle diejenigen, die ihnen in dieser Auffassung nicht zustimmten. Personen, die ʿUthmān und ʿAlī nicht verfluchen wollten, wurden grausam ermordet. Diejenigen Menschen, die sich an dem Auszug nach an-Nahrawān beteiligten, werden in den arabischen Quellen als Chawāridsch (sg. chāridschī ‚Auszügler‘) bezeichnet, was im Deutschen mit dem Begriff „Charidschiten“ wiedergegeben wird.
Die Größe der charidschitischen Armee schwoll immer weiter an. ʿAlī, der zunächst einer Konfrontation mit den Charidschiten aus dem Weg gegangen war, um einen Zweifrontenkrieg zu vermeiden, war aufgrund der zunehmenden Aggressivität dieser Gruppe gezwungen, gegen sie vorzugehen. Nachdem es ihm gelungen war, einige von jenen, die nach an-Nahrawān gezogen waren, zurückzugewinnen, unternahm er im Mitte Juli 658 einen Angriff auf die Übriggebliebenen und richtete am Kanal von Nahrawān ein Massaker unter ihnen an. Dabei wurde auch ʿAbdallāh ibn Wahb ar-Rāsibī getötet. In der Zeit zwischen September 658 und Februar 659 kam es zu einer ganzen Reihe charidschitischer Aufstände gegen ʿAlī. Im Januar 661 wurde er schließlich durch den Charidschiten ʿAbd ar-Rahmān ibn Muldscham al-Murādī, der das Gemetzel von an-Nahrawān damit rächen wollte, ermordet.

## Verfolgung und Aufspaltung
Unter den umayyadischen Kalifen Muʿāwiya I. und Yazid I. wurden die Charidschiten grausam verfolgt. Ihre Statthalter im Irak, Ziyād ibn Abī Sufyān (665–673) und sein Sohn ʿUbaidallāh ibn Ziyād (673–683), sollen 13.000 von ihnen getötet haben. Bis zu dieser Zeit waren die Charidschiten eine einigermaßen homogene Gemeinschaft. Eine Änderung trat ein, als ʿUbaidallāh nach dem Tod Yazids 683 die Gefängnisse öffnete und 400 Charidschiten freiließ. Mehrere von ihnen zogen nach Mekka, um den dortigen Kalifen Abdallah ibn az-Zubair zu unterstützen, doch wandten sie sich von ihm ab, als sie sahen, dass er ihre politischen Ansichten nicht teilte. Einige von ihnen, unter ihnen Nāfiʿ Ibn al-Azraq, leisteten Widerstand, als Ibn Zubair 683 einen Gouverneur in Basra einsetzen wollte.
Ibn al-Azraq wurde zwar schon recht bald im Kampf getötet, doch weigerten sich seine Anhänger, den Kampf aufzugeben, und zogen sich mit einer großen Anzahl nach Chusistan zurück. Dort zogen diese Azraqiten, wie die Anhänger Ibn al-Azraqs genannt wurden plündernd und brandschatzend durch das Land. Muslime, die in ihren Ansichten von ihnen abwichen oder die sich weigerten, ihnen zu folgen, wurden einschließlich ihrer Kinder und Frauen getötet. Diese Praxis wurde istiʿrād genannt. Nur diejenigen wurden verschont, die die Azraqiten aktiv unterstützten.
Den kämpfenden Charidschiten in Iran standen in Basra viele gemäßigte Charidschiten gegenüber, die den islamischen Staat und die Gemeinschaft auf den Prinzipien des Korans gegründet sehen wollten, aber die Istiʿrād-Praxis der Azraqiten missbilligten. Sie waren auch bereit, die Herrschaft Ibn Zubairs zu akzeptieren, solange sie nicht verfolgt wurden. Die Azraqiten verpönten diese „quietistische“ Gruppe als Sitzenbleiber (qaʿada) und sahen sie ebenfalls als Ungläubige an, die getötet werden müssten, da sie sich nicht aktiv an ihrem Kampf beteiligten. Für sich selbst verwendeten sie die Bezeichnung schurāt ‚die sich Verkaufenden‘. Diese Begrifflichkeit ist an die Stellen im Koran angelehnt, wo zwischen den wahren Gläubigen, die um den Preis des ewigen Lebens ihre Person an Gott verkaufen und dementsprechend kämpfen, und denjenigen, die sitzenbleiben, unterschieden wird (vgl. Sure 4:95; 9:11). Die Azraqiten besangen den „Kauf“ (schirāʾ) des Paradieses durch den Tod im Kampf in zahlreichen Gedichten.
Eine dritte chāridschitische Gruppierung bildete sich auf der Arabischen Halbinsel. Der Charidschit Nadschda ibn ʿĀmir, der noch 683 mit Nāfiʿ ibn al-Azraq gegen den von Ibn az-Zubair entsandten Gouverneur gekämpft hatte, stellte sich 686 in al-Yamāma in Ostarabien an die Spitze einer Gruppe von Charidschiten und eroberte ein großes Gebiet, das Bahrain am Persischen Golf und Oman im Osten sowie Teile des Jemen und Hadramaut im Süden umfasste. Die Nadschadāt, die Anhänger Nadschdas, waren nicht ganz so radikal wie die Azraqiten. Sie sahen zum Beispiel die quietistischen Charidschiten in Basra nicht als Ungläubige, sondern nur als Heuchler an und unterhielten weiterhin Beziehungen zu ihnen. Die Nadschaditen wurden nach einer kurzen Hochphase bereits 693 durch ein irakisches Heer besiegt und vernichtet.
In der Folgezeit spaltete sich das Lager der gemäßigten Charidschiten noch weiter auf. Zu den charidschitischen Untergruppen, die hierbei entstanden, gehören die Bayhasiten, die Sufriten, die Maimuniya und die Ibaditen. Bei einzelnen Gruppen gab es auch die Erwartung eines neuen Propheten, so bei der in Iran aktiven Yazīdīya, die nach ihrem Anführer war Yazīd ibn Unaisa benannt war. Von ihm wird die Lehre berichtet, dass Gott einen Propheten aus den Nichtarabern in die Welt schicken und auf ihn ein Buch aus dem Himmel herabsenden werde, das im Himmel geschrieben sei und auf einen Schlag geoffenbart werde. Er behauptete auch, die Religion (milla) dieses Propheten sei das Sabiertum des Korans.

## Lehren
Kennzeichnend für die Charidschiten war ihr Verhältnis zu den vier ersten Kalifen: während sie Abū Bakr und ʿUmar ibn al-Chattāb stark verehrten, verfluchten sie das Andenken von ʿUthmān ibn ʿAffān und ʿAlī ibn Abī Tālib, wobei sie allerdings deren erste Herrschaftszeit jeweils für gut erklärten. ʿAlī beschuldigten sie des Unglaubens, mit dem Argument dass er mit der Einsetzung des Schiedsgerichts die Entscheidung Menschen überlassen habe, während sie ihrer Auffassung nach allein Gott zustehe. Hierbei beriefen sie auf Sure 5:44 „Diejenigen, die nicht nach dem urteilen, was Gott offenbart hat, sind ungläubig“ und Sure 49:9 „Bekämpfet diejenige Gruppe, die Unrecht tut, bis sie zur Sache Gottes zurückkehrt.“ Da ʿAlī es unterlassen habe, die Unrecht tuende Gruppe zu bekämpfen, habe er gegen das Gebot Gottes verstoßen und verdiene, als ungläubig bezeichnet zu werden. Die Charidschiten erklärten aber auch Muʿāwiya b. Abī Sufyān und die beiden Schiedsrichter ʿAmr ibn al-ʿĀs und Abū Mūsā al-Aschʿarī zu Ungläubigen.
Eine der Besonderheiten der Charidschiten war ihre Lehre über das Imamat. Im Gegensatz zu den meisten anderen Muslimen sollen sie es nämlich für zulässig gehalten haben, dass das Imamat an einen Nicht-Quraischiten gelangt, und dass jeder, den sie aufgrund ihrer Meinung ernennen, und der die Menschen nach ihren Prinzipien von Gerechtigkeit behandele, Imam ist. Derjenige, der sich gegen diesen auflehnte, war zu bekämpfen. Wenn der Imam aber sein Verhalten änderte und vom Recht abwich, so sollte er nach der Auffassung der Charidschiten abgesetzt oder getötet werden. Das Imamat eines Tyrannen (ǧāʾir) hielten sie nicht für statthaft. Nach asch-Schahrastānī hielten die Charidschiten es auch für zulässig, dass es gar keinen Imam in der Welt gibt. Wenn aber einer nötig sei, so könne er ein Sklave oder ein freier Mann, ein Nabatäer (sie galten als besonders niedrigstehend) oder ein Quraischit sein. Der niederländische Orientalist Gerlof van Vloten (1866–1903) hat aufgrund dieser Lehren die Charidschiten als die „Republikaner“ des frühen Islams bezeichnet.
Während die Mehrheit der Charidschiten den Kampf mit dem Schwert befürworteten, lehnten die Ibaditen militanten Widerstand ab und hielten es für gut, Tyrannen auch mit anderen Mitteln von der Macht fernzuhalten.

## Bedeutung im modernen ägyptischen Diskurs
Die ursprünglichen Charidschiten als religiös-politische Strömung sind mit Ausnahme der Ibaditen im Mittelalter untergegangen. Seit Mitte des 20. Jahrhunderts erfährt der Begriff eine neue Bedeutung im politischen Diskurs Ägyptens: Radikalen islamischen Gruppierungen, die die Legitimität des Staates in Zweifel ziehen und Regierung und Gesellschaft als „ungläubig“ ablehnen, wird von Vertretern des Staates vorgeworfen, dass sie häretischen charidschitischen Lehren folgten. Als moderne Charidschiten gelten hierbei insbesondere Islamisten wie Sayyid Qutb und Abū l-Aʿlā Maudūdī. Der frühere Vorsitzende des Ägyptischen Staatssicherheitsgerichts Muhammad Saʿīd al-ʿAschmāwī rechtfertigte diese Art der Verwendung des Begriffs mit den Worten: „Der Begriff ‚Charidschiten‘ ist weniger der Name für eine Gruppe von Sekten als vielmehr eine Bezeichnung für all diejenigen, die durch die Manipulation von Sprache und in Ausnutzung der Religion zur Erreichung ihrer politischen Ziele, sich selbst aus dem Islam und seinem Gesetz ausschließen.“